# Золотухін Василь Костянтинович
Василь Костянтинович Золотухін(4 жовтня 1904, с. Високе, Мценський район, Орловська область, РРСФР — 1989, Львів) — радянський науковець у галузі аналітичної хімії, кандидат хімічних наук, доцент кафедри аналітичної хімії Львівського державного університету імені Івана Франка.

## Життєпис
Золотухін Василь Костянтинович народився 4 жовтня 1904 року у селі Високе Мценського району Орловської області (Росія). У 1927 році закінчив природниче відділення педагогічного факультету Воронезького державного університету. Після закінчення поступив в аспірантуру, яку закінчив у 1934 році. У 1927—1931 роках учителював, 1934—1935 роках — працював асистентом. У 1935 році Василь Костянтинович захистив кандидатську дисертацію «Комплексоутворення Берилію (ІІ) з оксикислотами» і став доцентом кафедри аналітичної хімії Воронезького державного університету. У 1942—1943 роках — доцент, 1943—1945 роках — завідувач кафедри хімії Московського інституту радянської кооперативної торгівлі.
У 1946 році Василь Костянтинович починає працювати у Львові. 1946—1962 роках — завідувач кафедри аналітичної хімії, а у 1962—1969 роках — доцент кафедри аналітичної хімії Львівського державного університету імені Івана Франка. Золотухін Василь Костянтинович був членом спеціалізованої вченої ради хімічного факультету Львівського університету із захисту кандидатських дисертацій.

## Наукові інтереси
Василь Костянтинович Золотухін був керівником кандидатської дисертації. Написав близько 80 наукових праць. Його наукові інтереси: комплексоутворення перехідних металів з органічними оксикислотами та їхнє застосування в аналітичній хімії.

## Нагороди
- Грамота Міністерства вищої освіти УРСР (1961).

## Вибрані публікації
- О реакциях солей олова с тартратами щелочных металлов (Ж. общей химии 1949. № 6).
- О глюконатных комплексных соединениях бериллия (Укр. хим. ж. 1964. Т. 30. № 6).
- Про тартратні комплексі сполуки міді (Укр. хім. ж. 1973. Т. 39. № 8).